# Die in One Day - Improvvisa o muori
Die in One Day - Improvvisa o muori è un film del 2018 diretto da Eros D'Antona.

## Trama
Dopo che il suo matrimonio è fallito Richard si mette alla ricerca di sua figlia Mindy aiutato da un'aspirante attrice di nome Sasha. Per racimolare qualche soldo parteciperanno ad una sfida che si rivelerà pericolosa e fatale.

## Distribuzione
Il film è stato distribuito nelle sale cinematografiche italiane a partire dal 9 agosto 2018.